# Andrus Peat
Andrus Jemerson Peat (Chandler, Arizona, 4 de noviembre de 1993) más conocido como Andrus Peat, es un jugador profesional estadounidense de fútbol americano que se desempeña en la posición de lineman en New Orleans Saints, equipo de la National Football League (NFL).

## Carrera
Fue seleccionado en la primera ronda en la Reunión Anual de Selección de Jugadores de la NFL de 2015. Hizo su debut profesional con el equipo New Orleans Saints, donde lleva jugando nueve temporadas.